# How to Steal a Million
How to Steal a Million is een misdaad-komediefilm uit 1966 onder regie van William Wyler. De productie werd genomineerd voor de Writers Guild of America Award voor best geschreven Amerikaanse komedie.

## Verhaal
Nicole is de dochter van een rijke meestervalsemunter. Op een dag breekt een man in, in haar huis. Ze betrapt hem, maar tot haar verbazing scheppen ze een band. Wanneer ze een miljoen dollar wil stelen, vraagt ze de dief om hulp.

## Rolverdeling
| Acteur         | Personage         |
| -------------- | ----------------- |
| Audrey Hepburn | Nicole Bonnet     |
| Peter O'Toole  | Simon Dermott     |
| Eli Wallach    | Davis Leland      |
| Hugh Griffith  | Charles Bonnet    |
| Charles Boyer  | Bernard De Solnay |
| Marcel Dalio   | Senior Paravideo  |

## Trivia
- William Wyler wilde eigenlijk dat Gregory Peck de tegenspeler van Audrey Hepburn zou worden.
- Eigenlijk zou Leland gespeeld worden door George C. Scott. Toen hij op de eerste dag te laat op de set kwam, werd hij ontslagen en vervangen door Eli Wallach.